# The Early Bedroom Sessions
| Recensione | Giudizio |
| ---------- | -------- |
| AllMusic   | [ 1 ]    |

The Early Bedroom Sessions è una raccolta del DJ svedese Basshunter, pubblicato nel dicembre 2012 online e nel gennaio 2013 in supporto fisico (CD).
Tutte le tracce (tranne Go Down Now) erano state già pubblicate negli album digitali The Old Shit e The Bassmachine.

## Tracklist
CD1
1. Bass Worker - 6:15
2. Contact by Bass - 3:09
3. Festfolk - 4:34
4. Go Down Now - 5:07
5. Här kommer Lennart - 3:18
6. Moon Trip - 4:14
7. Rainbow Stars - 4:30
8. Smells Like Blade - 4:29
9. Stay Alive - 4:01
10. Syndrome de Abstenencia - 6:35
11. The Bass Machine - 2:24
12. The Big Show - 5:38

CD2
1. The Celtic Harmony & the Chilling Acid - 4:36
2. The Night - 5:02
3. The True Sound - 5:24
4. The Warp Zone - 5:16
5. Train Station - 5:48
6. Trance Up - 6:33
7. Transformation Bass - 5:03
8. Try to Stop Us - 4:06
9. Wacco Will Kick Your Ass - 6:03
10. Waiting for the Moon - 4:57
11. Wizard Elements - 5:39